# Stemphylium botryosum
Stemphylium botryosum Wallr. – gatunek grzybów z klasy Dothideomycetes. Grzyby mikroskopijne.

## Systematyka i nazewnictwo
Pozycja w klasyfikacji według Index Fungorum: Stemphylium, Pleosporaceae, Pleosporales, Pleosporomycetidae, Dothideomycetes, Pezizomycotina, Ascomycota, Fungi.
Po raz pierwszy opisał go w 1833 r. Carl Friedrich Wilhelm Wallroth i nadana przez niego nazwa naukowa jest ważna. W 1986 r. E.G. Simmons opisał „nowy” gatunek Pleospora tarda, później okazało się, że jest to teleomorfa Stemphylium botryosum. Synonimami są wszystkie formy, odmiany i podgatunki oraz:
- Pleospora tarda E.G. Simmons 1986
- Stemphylium domesticum (Sacc.) Mussat 1901[2].

## Morfologia
Na pożywce MFC-1626 konidiofory w kępkach, proste, septowane, lekko brązowe, o długości 35–120 µm, o grubości 4,5–6,5 µm, z szydlasto zakończonym nabrzmieniem na wierzchołkach, później podczas kolejnych proliferacji z 1–2 bocznymi zgrubieniami o średnicy 7,5–9 µm. Konidia podłużne, lekko zwężone na przegrodach, brązowe, brodawkowate, 32–52 × 19–27 µm. Na pożywce MFC-2272 konidiofory o długości 35–100 µm i grubości 4,2–5,3 µm, zaopatrzone w 1–2 igiełkowate zgrubienia. Konidia (25–) 30–50 (–60) × 15–20 (–25) µm, Kolonie na sztucznych podłożach tworzą zaczątki askokarpów, które nie dojrzewają.
Perytecja o bardzo nieregularnym kształcie, czarne, twarde o skórzastej konsystencji.Worki krótkoszypułkowe, grubościenne, 8-zarodnikowe, 14–240 × 27–38 µm. Askospory jasnobrązowe, podłużne, elipsoidalne do podłużno-jajowatych, przeważnie proste, z siedmioma przegrodami poprzecznymi i licznymi przegrodami podłużnymi, czasami mniej lub bardziej zwężone w przegrodach, jednorzędowe do lekko zachodzących na siebie, 30–50 × 15–20 µm. Początkowo są zamknięte w obrębie worka w wewnętrznej błonie, później wychylają się z worka się, gdy jego czubek pęka.

## Występowanie i siedlisko
Znane jest występowanie Stemphylium botryosum w Ameryce Północnej, Europie, Azji, Afryce, Australii i Nowej Zelandii. W Polsce podano wiele stanowisk w powietrzu w starych budynkach (zarodniki), w spadzi, osadach jeziornych, w glebie na korzeniach oraz na nasionach wielu roślin: jodła pospolita, owies zwyczajny, stokrotka pospolita, jęczmień, modrzew europejski, łubin trwały, pomidor zwyczajny, lucerna siewna, sparceta siewna, seradela pastewna, groszek siewny, koniczyna łąkowa, pszenica zwyczajna.

## Znaczenie
Teleomorfa (Pleospora tarda) powoduje plamistość liści u pora, cebuli, szalotki, czosnku, szczypiorku i szpinaku. „Słownik polskich nazw roślin uprawnych” podaje, że anamorfa tego gatunku powoduje szarą plamistość liści ziemniaka, brak jednak jakiejkolwiek informacji o tej chorobie w internecie i w opracowaniach z zakresu fitopatologii, nazwę tę podaje tylko J. Marcinkowska. W EPPO Globaldatabase Stemphylium botryosum powoduje brunatną plamistość liści pomidora, a jest to gatunek blisko spokrewniony z ziemniakiem (należą do tego samego rodzaju Solanum). Stemphylium botryosum powoduje także szarą plamistość liści łubinu (tzw. opadzinę).